# Euprosopia klossi
Euprosopia klossi är en tvåvingeart som beskrevs av Edwards 1919. Euprosopia klossi ingår i släktet Euprosopia och familjen bredmunsflugor. Inga underarter finns listade i Catalogue of Life.